# Rodney Gould
Pour les articles homonymes, voir Gould.
 Rodney Gould  (né le 10 mars 1943 à Banbury et mort le 16 avril 2024 à Cheltenham) est un ancien pilote britannique de Grand Prix moto, spécialiste des « short-circuits » anglais.

## Biographie
Gould a commencé à courir en 1961 et a fait sa première apparition en 1967 au Tourist Trophy (TT). Il a piloté une grande variété de machines, y compris des Norton Manx et des Bultaco à moteur deux temps dans les petites catégories.
Il a d'abord été soutenu par le concessionnaire britannique Aermacchi Syd Lawton à partir de 1966, avant de se tourner vers Yamaha sur des Yamaha TD2 (en) et TR2.
Il a remporté le championnat du monde 250 cm3 1970 sur une Yamaha devant l'australien Kel Carruthers et le suédois Kent Andersson. Il termine à la 2e place de ce même championnat en 1971 derrière son compatriote Phil Read.
Après avoir terminé troisième de la catégorie 250 devant on trouve Jarno Saarinen et sa Yamaha puis Renzo Pasolini et sa Aermacchi et quatrième de la catégorie 500 en 1972, Gould prend sa retraite de la compétition et accepte le poste de directeur de l'écurie européenne de Yamaha.
Au total il court 62 Grand Prix, monte 34 fois sur un podium, marque 498 points et remporte 8 meilleurs tours en course. Il participe à son 1er Grand Prix en 500 en Allemagne de l'Est en 1967 et remporte sa 1re victoire en 250 cm3 à celui de France en 1970. Sa dernière victoire a eu lieu en Suède en 1972 en 250 et il participe à sa dernière course en Finlande sur une 500 cm3 en 1972.
En 1979, Gould crée une concession de motos à Birmingham (Royaume-Uni) nommée « Hailwood and Gould », en partenariat avec le célèbre coureur moto et Formule 1 Mike Hailwood, qui se tue dans un accident de la route en 1981.
En 1984, Gould a été brièvement directeur des ventes pour la deuxième incarnation de l'entreprise Hesketh Motorcycles basée dans la demeure seigneuriale d'Easton Neston de Lord Hesketh.
Rodney Gould meurt à Cheltenham le 16 avril 2024 à l'âge de 81 ans.

## Résultats en Grands Prix motos
Système de points de 1950 à 1968 :
| Position | 1 | 2 | 3 | 4 | 5 | 6 |
| Points   | 8 | 6 | 4 | 3 | 2 | 1 |

Système de points après 1969 :
| Position | 1  | 2  | 3  | 4 | 5 | 6 | 7 | 8 | 9 | 10 |
| Points   | 15 | 12 | 10 | 8 | 6 | 5 | 4 | 3 | 2 | 1  |

- 1967 - Débuts difficiles[3] , : En 350 cm3 sur une AJS, il participe au TT mais n'est pas classé, de même en 500 cm3. Il finit tout de même 5e en RDA en 500 cm3 et marque donc 2 points.
- 1968 - Bon début en 250 : Une saison complète en 250 cm3 sur Yamaha avec à la clé trois 3e places (Belgique sur une Kawasaki, Finlande et Ulster), trois 4e places (RFA, RDA, Tchécoslovaquie) et deux 5e (TT et Pays-Bas). Ses 21 points le classent 4e du classement final de la catégorie. En 500 cm3 sur une Norton il termine 6e en RFA (1 point) et abandonne au TT.
- 1969 - Une bonne saison : Il participe aux championnats 250 et 350 cm3 sur des Yamaha et dans les 2 catégories il se place 3 fois 2e en France, Belgique et Tchécoslovaquie en 250 cm3 (plus une 4e place aux Pays-Bas) et RDA, Tchécoslovaquie, Finlande en 350 cm3. Il est donc 6e avec 44 points en 250 et 5e avec 36 points en 350, mais abandonne au TT dans les 2 catégories.
- 1970 - Le titre : Avec 6 victoires (France, Pays-Bas, Belgique, RDA, Finlande, Italie), 2 seconde places (TT, Ulster) et une troisième (Yougoslavie), il est pendant toute la saison sur le podium et en conséquence, avec 102 points marqués il s'assure le titre en 250 cm3. C'est moins bien en 350 cm3 avec tout de même une 2e place en Espagne, une 3e en Finlande et une 5e en Yougoslavie. Nouvel échec au TT. Finalement c'est une 6e place avec 28 points.
- 1971 - Vice-champion : Trois catégories au programme de l'année, avec une unique 7e place et 4 points (Belgique) en 125 cm3. En 250 cm3 2 victoires (Suède et Finlande), une 2e place en RDA, deux 4e (TT et Italie) et deux 6e places (Belgique et Ulster), lui rapporte 68 points et la place de vice-champion du monde derrière Phil Read (73 points). En 350 cm3, c'est un abandon au TT et deux 4e places (Pays-Bas et Suède) et finalement seulement 16 points.
- 1972 - Derniers podiums : Encore 3 catégories au programme de l'année, toutes aux guidons de Yamaha. En 250 cm3, 2 victoires (Pays-Bas et Suède) quatre 2e places (Italie, TT, Yougoslavie et Belgique), une 3e (RDA) et une 4e (Tchécoslovaquie) lui valent de totaliser 88 points et de monter sur la 3e place du podium de la catégorie derrière Jarno Saarinen et Renzo Pasolini. En 350 cm3, c'est encore un abandon au TT et une 6e place au Grand Prix de Nations, et finalement seulement 6 points. En 500 cm3, deux 2e places (RDA et Suède), deux 3e (Belgique et Finlande) et une 4e (Tchécoslovaquie) le placent 4e du championnat avec 52 points engrangés.